# حامد سرلک
حامد سرلک (زاده ۱۱ ژوئن ۱۹۸۹) یک بازیکن فوتبال اهل ایران است.